# Cattedrale dell'Immacolata Concezione (Comayagua)
La cattedrale dell'Immacolata Concezione (in spagnolo: Catedral de la Inmaculada Concepción) è il principale luogo di culto cattolico di Comayagua, in Honduras.

## Storia e descrizione
I lavori di costruzione dell'attuale edificio iniziarono nel 1563  come prima fase di costruzione, essendo l'ultima completata 1711. Fu inaugurata l'8 dicembre dal 1715.
La chiesa presenta una pianta a croce latina all'interno ripartita in tre navate con volta a botte e sormontate da una cupola ciascuna. All'interno della cattedrale sono collocati quattro altari lignei dorati tra i quali spicca l'altar maggiore, all'interno del quale è custodita l'effige della Vergine dell'Immacolata Concezione, realizzata da Francisco de Ocampo e donata alla città da Filippo III di Spagna nel 1620.
La facciata, realizzata tra il 1704 ed il 1708 in stile rinascimentale a forma di pala d'altare, presenta tre ordini ed è divisa da quattordici colonne tuscaniche. Alla sinistra della facciata si staglia la torre campanaria, divisa in quattro sezioni e sormontata da una cupola ricoperta di mattoni di ceramica vetrata gialla e verde.

## L'orologio della cattedrale
Sulla torre campanaria della cattedrale è posizionato l'orologio che è considerato essere uno dei più antichi esistenti in America. Di fabbricazione moresca risalente all'anno 1100, fu incamerato dagli spagnoli con la conquista di Granada nel 1492 e successivamente donato dal re Filippo III alla città di Comayagua.